# فرناندو ریرا
فرناندو ریرا (اسپانیایی: Fernando Riera‎؛ ۲۷ ژوئن ۱۹۲۰ – ۲۳ سپتامبر ۲۰۱۰) یک بازیکن فوتبال اهل شیلی بود.

## باشگاهی
از باشگاه‌هایی که در آن بازی کرده‌است می‌توان به استاد رنس اشاره کرد.

## تیم ملی
وی همچنین در تیم ملی فوتبال شیلی بازی کرده است.